# Yang Lian
Yang Lian, né à Bern en Suisse en 1955, est un écrivain chinois. Il appartient au mouvement des poètes obscurs et à celui de la quête des racines.

## Biographie
Son père est professeur d'anglais et lui donne une éducation classique où la poésie tient une place prépondérante. Après ses études, pendant la Révolution  culturelle, il est envoyé à la campagne en 1974, il y reste trois ans et commence alors à écrire. Après les événements de la place Tian'anmen de juin 1989, il s'exile en occident.

## Publications
- Notes manuscrites d’un diable heureux , éd. Caractères

## Référence
1. ↑  Rencontre avec Yang Lian, poète chinois nobélisable Rue89, 1 octobre 2010